# شهرستان ریلا
شهرستان ریلا (به بلغاری: Rila Municipality) یک شهرستان در بلغارستان است که در استان کیوستندیل واقع شده‌است.